# Homme montant un cheval
Homme montant un cheval (chinois traditionnel : 人騎圖 ; chinois simplifié : 人骑图 ; pinyin : rénqí tú) est une peinture représentant un dignitaire chinois monté à cheval, réalisée en 1296 à l'encre de Chine et couleurs sur rouleau de papier par l'artiste chinois Zhao Mengfu, pour le commissaire à la surveillance Feiqing. Elle est conservée au Musée du Palais, à Pékin.

## Contexte
La peinture est datée de 1296. Son titre original, Renqi tu, signifie littéralement « une image d'une personne montant à cheval ». D'après les inscriptions qu'il a calligraphiées sur cette peinture, Zhao Mengfu a réalisé cette œuvre « pour le pur plaisir » (qingwan) de Feiqing, commissaire à la surveillance. Si l'identité exacte de ce commanditaire reste assez floue, il semblé évident que Mengfu avait des raisons de plaire aux hauts dignitaires alors en place. Les inscriptions suggèrent que le peintre a peut-être réglé une dette de protection envers le dignitaire Feiqinq avec Homme montant un cheval.

## Description
Le rouleau de papier mesure 31,5 × 620 cm, et est peint à l'encre de Chine rehaussée de couleurs.

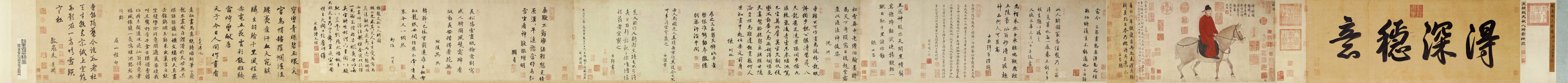
Le rouleau en entier.

Elle représente un jeune homme vu de trois quarts, barbu et moustachu, portant un chapeau noir et une longue toge rouge, montant dans le calme un puissant cheval bai avec une liste en-tête. Les contours de homme, du cheval et de son harnachement sont réalisés à l'encre, l'ensemble étant coloré avec un lavis modulé. Le cavalier dégage de la confiance en lui et du calme. Il tient fermement les deux rênes de la main gauche, au niveau du garrot. Le cheval semble mâchonner son mors, et pointe ses oreilles vers l'avant, tout en jetant un regard nerveux.
Le titre de la peinture figure en deux colonnes à gauche du cheval. Le caractère employé pour le mot « personne » désigne un haut dignitaire.

## Analyse
D'après la classification de Liu Longteng, cette peinture appartient à la catégorie des « personnages et chevaux » dépeints par Zhao Mengfu, avec Élevage des chevaux dans la campagne d'automne, Cheval et Palefrenier et par extension toute la série Les Trois Chevaux.

## Parcours de la peinture
Cette œuvre est conservée au Musée du Palais, à Pékin.